# Franciszek Cymbarewicz
Franciszek Cymbarewicz (ur. 16 stycznia?/29 stycznia 1917 w Mohylewie, zm. 27 maja 2000 w Warszawie) – lekarz, kapitan Armii Czerwonej, generał brygady Wojska Polskiego, szef Głównego Zarządu Tyłów Wojska Polskiego z nominacji marszałka Konstantego Rokossowskiego, przewodniczący Rady Krajowej Polaków – byłych Żołnierzy Armii Radzieckiej przy Zarządzie Głównym Związku Bojowników o Wolność i Demokrację.

## Życiorys
Prawnuk powstańca z 1863. Syn Ludwika i Wiktorii z Juniewiczów. Ukończył radziecką Wojenną Szkołę Medyczną. Od 1940 lekarz wojskowy Armii Czerwonej. Służył w jednostkach na Dalekim Wschodzie. Po wybuchu w czerwcu 1941 wojny z Niemcami przerzucony do europejskiej części ZSRR. Walczył w obronie Moskwy, w bitwie na łuku kurskim. Ranny w walkach pod Kijowem.
W marcu 1944 w stopniu kapitana skierowany do Wojska Polskiego w ZSRR. Lekarz samodzielnego batalionu budowy mostów, komendant pociągów sanitarnych na froncie.
Według materiałów zgromadzonych przez Instytut Pamięci Narodowej był tajnym współpracownikiem Informacji Wojskowej. Nosił pseudonim „Martynowski”. Został zwerbowany w 1944 r. podczas służby w 1 pułku piechoty.
Członek Wszechzwiązkowej Partii Komunistycznej (bolszewików) (WKP(b)), Polskiej Partii Robotniczej (PPR) i Polskiej Zjednoczonej Partii Robotniczej (PZPR).
W 1949 zwolniony z obywatelstwa radzieckiego uchwałą Rady Najwyższej ZSRR, otrzymał obywatelstwo polskie.
Po wojnie na kolejnych stanowiskach w wojskowej służbie zdrowia. Major z 1946. Szef służby zdrowia 18 i 1 Dywizji Piechoty. W latach 1950–1951, w stopniu pułkownika, szef służby zdrowia Warszawskiego Okręgu Wojskowego, następnie Pomorskiego Okręgu Wojskowego i szefa służby zdrowia Głównego Zarządu Tyłów WP (oficjalna nazwa Głównego Kwatermistrzostwa Wojska Polskiego za czasów marsz. Konstantego Rokossowskiego). W latach 1952–1956 szef Głównego Zarządu Tyłów WP (Główny Kwatermistrz WP).
Po październiku 1956 na mniej eksponowanych stanowiskach, m.in. komendant Garnizonu m. st. Warszawy, a pod koniec służby kierownik Centralnego Ośrodka Zaopatrzenia Medycznego i Techniki Sanitarnej w Celestynowie.
Od 1974 w stanie spoczynku. Mieszkał w Warszawie.
Na emeryturze działał w wielu organizacjach. Przewodniczący Rady Naczelnej Zjednoczenia Patriotycznego „Grunwald”. Wieloletni wiceprzewodniczący, a od 1985 przewodniczący Rady Krajowej Polaków – byłych Żołnierzy Armii Radzieckiej przy Zarządzie Głównym ZBoWiD. W latach 1985–1990 członek Rady Naczelnej i Zarządu Głównego ZBoWiD. Od 1983 wiceprzewodniczący Komisji Braterstwa Broni Zarządu Głównego Towarzystwa Przyjaźni Polsko-Radzieckiej oraz członek Zarządu Głównego Towarzystwa Przyjaźni Polsko-Radzieckiej. Pochowany na Cmentarzu Wojskowym na Powązkach w Warszawie (kwatera EII-8-6).

## Życie prywatne
Mieszkał w Warszawie. Od 1945 żonaty ze Stefanią Radlińską (1926–2015). Małżeństwo miało córkę Swietłanę (1946–2018), Alicję (ur. 1947) i syna Ludwika (1949–2015).

## Odznaczenia i wyróżnienia
- Krzyż Kawalerski Orderu Odrodzenia Polski
- Order Sztandaru Pracy II klasy
- Order Krzyża Grunwaldu III klasy
- Krzyż Walecznych
- Srebrny Krzyż Zasługi
- Srebrny Medal „Zasłużonym na Polu Chwały”
- Medal 10-lecia Polski Ludowej
- Medal 40-lecia Polski Ludowej
- Medal za Warszawę 1939–1945
- Medal za Odrę, Nysę, Bałtyk
- Medal Zwycięstwa i Wolności 1945
- Złoty Medal „Siły Zbrojne w Służbie Ojczyzny”
- Srebrny Medal „Siły Zbrojne w Służbie Ojczyzny”
- Brązowy Medal „Siły Zbrojne w Służbie Ojczyzny”
- Medal „Za udział w walkach o Berlin”
- Srebrny Medal „Za zasługi dla obronności kraju”
- Brązowy Medal „Za zasługi dla obronności kraju”
- Złota Odznaka „Za zasługi w ochronie porządku publicznego”
- Medal „Zasłużony Działacz Towarzystwa Przyjaźni Polsko-Radzieckiej”
- Order Czerwonej Gwiazdy (ZSRR)
- Order Przyjaźni Narodów (ZSRR)
- Order Wojny Ojczyźnianej I klasy (ZSRR, 1987)[4]
- Medal „Za zdobycie Berlina” (ZSRR)
- Medal „Za wyzwolenie Warszawy” (ZSRR)
- Medal „Za zwycięstwo nad Niemcami w Wielkiej Wojnie Ojczyźnianej 1941–1945” (ZSRR)
- Medal jubileuszowy „30 lat Armii Radzieckiej i Floty” (ZSRR)
- Medal jubileuszowy „Dwudziestolecia zwycięstwa w Wielkiej Wojnie Ojczyźnianej 1941–1945” (ZSRR)
- Medal jubileuszowy „Trzydziestolecia zwycięstwa w Wielkiej Wojnie Ojczyźnianej 1941–1945” (ZSRR)
- Medal jubileuszowy „Czterdziestolecia zwycięstwa w Wielkiej Wojnie Ojczyźnianej 1941–1945” (ZSRR)
- Medal jubileuszowy „60 lat Sił Zbrojnych ZSRR”
- Medal jubileuszowy „70 lat Sił Zbrojnych ZSRR”
- I inne

## Publikacje
- Kmicicem nie zostałem (1984).